# 16419 Kovalev
16419 Kovalev este un asteroid din centura principală, descoperit pe 24 septembrie 1987, de Liudmila Juravliova.